# IFK Bankeryd
IFK Bankeryd är en handbollsklubb från Bankeryd i Jönköpings län.
Herrlaget spelar från och med säsongen 2011-2012 i division 3. Klubben har även en mycket aktiv ungdomssektion. Bankeryd har fostrat flera framgångsrika handbollsspelare, bland andra Stefan Jangmo, Thomas Öhnell, Henrik Därth, Robert Jangmo och Ulrika Toft Hansen.

## Historia

### 1988
IFK Bankeryd bildades 1988, då handbollsintresserade inom Bankeryds SK bildade en separat handbollsklubb. Från början bedrevs verksamheten endast för pojkar. HK Attarp hade hand om flickverksamheten. 1995 lade HK Attarp ned sin verksamhet och gick upp i IFK Bankeryd. IFK Bankeryd har sedan dess bedrivit handbolls-verksamhet för både flickor och pojkar. De senaste åren i nära samarbete med Habo Handboll och IF Hallby HK.
Ungdomsverksamheten har alltid varit i centrum för föreningens verksamhet. Ambitionen är att representationslagen skall bestå av främst spelare som fostrats IFK Bankeryds ungdomslag. För att klara denna målsättning behövs många ungdoms-ledare i verksamheten. IFK Bankeryd tror att det är viktigt att vuxna engagerar sig, så att barn och ungdomar kan få en meningsfylld fritid, ett socialt engagemang och en positiv framtidstro.

### 2003/2004
Största sportsliga framgången kom säsongen 03/04 när man efter kvalspel säsongen innan mot Sikeå SK klarade kvalet upp till division 1 norra som då var Sveriges näst högsta division. Laget bestod till största del av egenproducerade spelare, de mest framstående spelarna var: Robert Jangmo, Roger Johansson och Mats Erlandsson. Tyvärr blev det bara en säsong i ettan då man ramlade ur efter att bara skrapat ihop 10 poäng och slutat sist i serien.